# 三重大学医学部附属病院
国立大学法人 三重大学医学部附属病院（こくりつだいがくほうじん みえだいがくいがくぶふぞくびょういん、英語: Mie University Hospital）は、三重県津市にある三重大学医学部附属の大学病院である。当院の基本理念は「本院は、信頼と安心が得られる地域医療の拠点として、未来を拓く診療・研究を推進し、人間性豊かな優れた医療人を育成します。」。

## 概要
県内唯一の大学病院・特定機能病院で高度救命救急センターが設置されているほか、三重県における医師および医療スタッフ育成の中心的役割を担っている。医学部の学生で結成された学生団体のMUSHが看護師の仕事を補助している。2ヶ月間隔の輪番制で伊勢赤十字病院と共同でドクターヘリの運行を行っている。平成25年に、厚生労働省が全国で15施設を指定した小児がん拠点病院の一つである。2024年5月時点、三重県選挙管理委員会より、不在者投票のできる施設の一つとして指定されている。

## 沿革

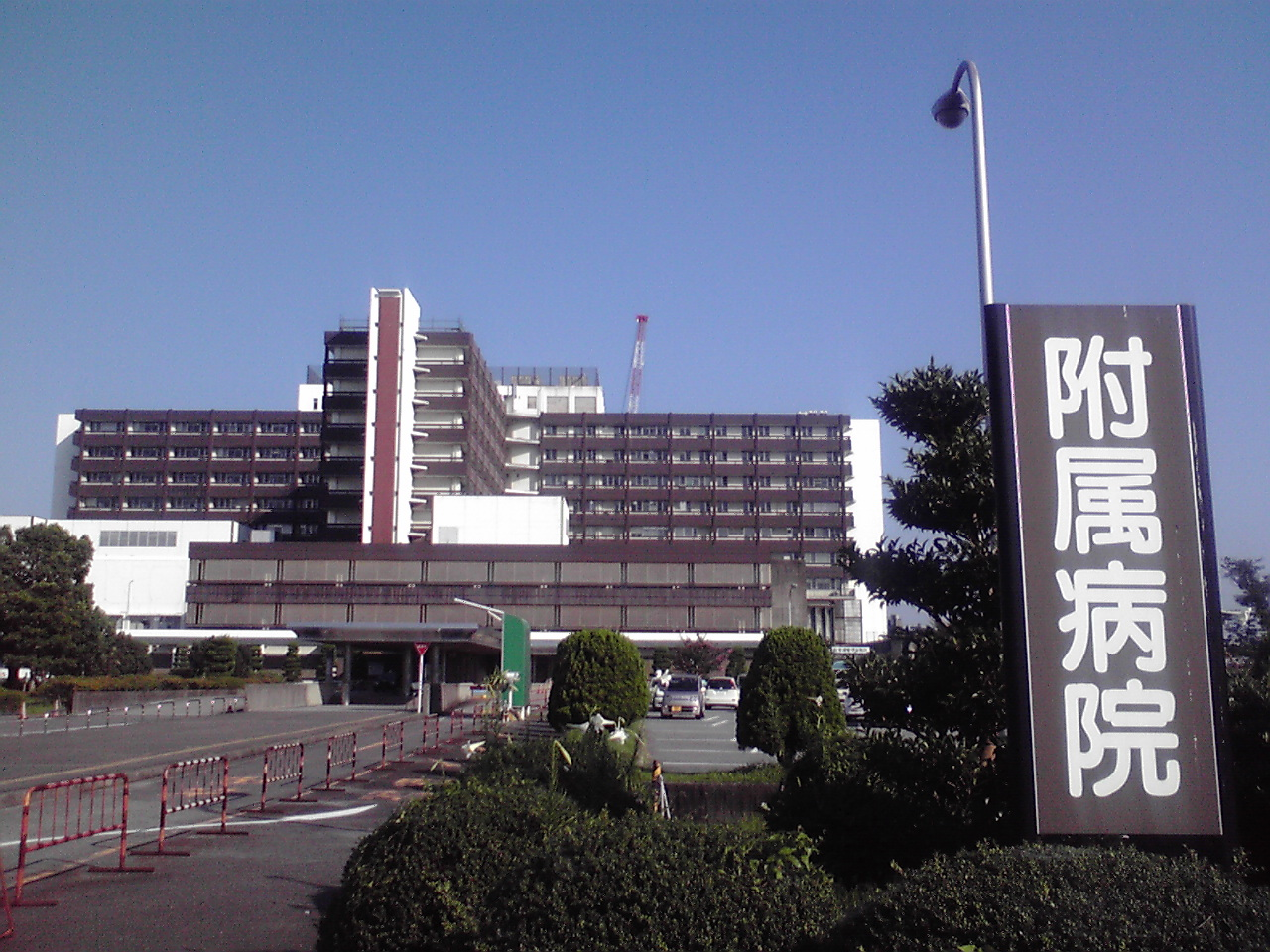
2015年まで使用されていた病棟

- 1889年（明治22年）9月 - 三重県公立病院の施設を私立今井病院に貸与。
- 1910年（明治43年）4月1日 - 津市立病院となる。
- 1943年（昭和18年）12月10日 - 三重県立医学専門学校附属病院と改称。
- 1973年（昭和48年）10月1日 - 三重大学医学部附属病院と改称。栄町から江戸橋へ移転。
- 2005年（平成17年）12月 - 新病院計画の事業費が概算要求で認可される。
- 2010年（平成22年）12月 - エネルギーセンター棟完成。
- 2012年（平成24年）1月 - 再開発Ⅰ期開院。病棟診療棟を供用開始。
- 2012年（平成24年）2月1日 - 三重県ドクターヘリの運航を開始。
- 2015年（平成27年）5月7日 - 新外来棟を利用開始し、「高度生殖医療センター」を開設[6][7]。
- 2024年(令和6年) 4月 - 高度救命救急センターに指定。

## 診療科
外来の診療受付時間は平日の8:30～12:00（予約済み再診の場合は8:30～17:00）である。

### 内科系
- 総合内科
- 循環器内科
- 血液内科
- 消化器・肝臓内科
- 呼吸器内科
- 腫瘍内科
- 腎臓内科
- 糖尿病内分泌内科
- 感染症内科
- リウマチ・膠原病センター

### 外科系
- 一般外科
- 消化管外科
- 肝胆膵・移植外科
- 心臓血管外科
- 呼吸器外科
- 乳腺センター
- 腎泌尿器外科

### 感覚・運動機能
- 整形外科
- 眼科
- 皮膚科
- 耳鼻咽喉・頭頚部外科
- 形成外科
- 歯科・口腔外科

### 脳・神経・精神
- 脳神経内科
- 脳神経外科
- 精神科神経科

### 小児・周産・女性
- 産科婦人科
- 小児科
- 小児外科

### 総合領域
- 総合診療科
- 放射線科（画像診断部門）
- 臨床麻酔部
- 救命救急・総合集中治療センター
- 救急科
- 病理診断科
- ゲノム診療科
- 麻酔科（ペインクリニック）

## 新病院建設計画
施設の老朽化のため2006年より現在地での病棟の新築が行われた。
新病棟には国内の医療施設で初めて気化式加湿方式の空調設備が導入された。
2006年（平成18年）8月から2007年（平成19年）5月にかけて精神科神経科病棟を本館へ一時移転する事前工事が行われた。続いて旧精神科神経科病棟を解体、跡地に病棟診療棟を建設するⅠ期工事を2008年3月に開始、
病棟診療棟は2011年（平成23年）6月に完成した。Ⅰ期工事では平行してエネルギーセンター棟も整備されている。引き続き、本館の南側と機械棟を解体して外来診療棟を建設するⅡ期工事が2012年（平成24年）6月に開始、外来診療棟は2014年（平成26年）9月に完成した。また、2018年（平成30年）3月には病院全体が完成した。

### 病棟診療棟
1階から3階には救命救急センター、総合集中治療センター、中央放射線部、中央手術部などがある。設備階の4階を挟んで5階から11階が病棟となっている。12階には展望レストランとホールが、屋上にはドクターヘリや防災ヘリが利用するヘリポートが設置されている。
- 鉄骨鉄筋コンクリート造・12階建て（免震構造）

### 外来診療棟
2015年（平成27年）5月7日新外来・診療棟開院。

### エネルギーセンター棟
病棟へのエネルギー供給を担う施設として、アイソトープセンターの南東側に建設された。受電設備や非常用発電機などの電力機器、温水発生器やボイラーなどの空調熱源機器、およびそれらを管理する中央監視室が設置されている。汎用性の高い高効率機器の採用、システム構成の単純化、太陽光・風力発電の導入などの取り組みで、環境負荷低減と経費節減に配慮した設計とした。海岸沿いに立地していることから、津波対策として非常用発電機は2階に設置しており、非常時には最大3日間の電力供給が可能となっている。

- 延床面積；約2,490m2
- 建物構造：鉄筋コンクリート造・4階建て

## ドクターヘリ
2012年（平成24年）2月1日より三重県ドクターヘリが本院と伊勢赤十字病院を基地病院として運用されている。基地病院は2ヶ月ごとの交代制で、本院は2月、3月、6月、7月、10月、11月を担当する。運用時間は8:30から17:00（冬期は日没まで）で、本院から三重県内各地へ概ね35分以内で到達可能である。運航調整委員会の運営と運航会社との契約についても本院が中心となっておこなわれている。

## 事案

### 1995年7月
1995年（平成7年）7月19日、ベトちゃんドクちゃんとして知られる、クエン・ドク氏の機能回復手術が、本学医学部消化管小児外科医局にて行われた。

### 2020年9月
2020年（令和2年）9月、当院医師らが手術中に不整脈が起きた時の緊急措置などに使われる薬剤を実際は投与していないのに、診療録には投与したかのような虚偽の記載をし、診療報酬を不正に請求した疑いがもたれている事が報じられた。同年3月末に発覚し、大学が院内調査委員会と第三者委員会を立ち上げた。報道の時点で患者への健康被害は確認されていない。12月、当該元医師（元准教授、懲戒解雇）が公電磁的記録不正作出・同供用罪で逮捕・起訴され、2021年（令和3年）1月にも同容疑で再逮捕された。厚生労働省東海北陸厚生局が健康保険法に基づく「要監査」を通知（厚生労働省が医療機関に行う個別指導のうち最も重い措置）した（2021年5月報道）。不正が確認された臨床麻酔部だけでなく全診療科の診療報酬を約2年間かけて監査し、不正請求総額を特定する見通し。2021年2月、元准教授と共謀して病院に診療報酬を不正受給させたとして、同大医学部附属病院臨床麻酔部元教授（後述の第三者供賄罪で起訴）が詐欺の疑いで再逮捕された。4月、元准教授が詐欺罪などで懲役2年6月、執行猶予4年を言い渡された。

### 2021年1月
2021年（令和3年）1月6日、三重・愛知県警察は医療機器の納入で便宜を図った見返りに、自身が代表を務める一般社団法人に現金を振り込ませたとして、同大医学部附属病院臨床麻酔部元教授ら医師2人を第三者供賄容疑で、贈賄容疑で日本光電工業（本社・東京都新宿区）の社員3人を逮捕した。両県警によると、元教授らは2019年（令和元年）8月、同病院の医療機器納入の一般競争入札をめぐり、日本光電側が確実に受注できるように便宜を図る見返りとして、一般社団法人「BAMエンカレッジメント」（津市）の口座に現金200万円を振り込ませた疑いがある。金は飲食費などに充てられたとみられる。
三重大学・日本光電ともに逮捕当日、それぞれコメントを発表。三重大は「在職中の行為で元教授らが逮捕されたことは誠に遺憾であり、地域の皆様をはじめ関係者の皆様には、⼤変ご⼼配とご迷惑をおかけし、お詫び申し上げます。本学といたしましては、今後も捜査機関の捜査には全面的に協力するとともに、今後このような事案が発生することのないよう全学を挙げて再発防止に取り組み、本学に対する信頼の回復と綱紀粛正に努めて参ります」と、日本光電は「お客様、株主の皆様、ならびに関係するすべての方々に、多大なご迷惑とご心配をおかけすることとなり、心より深くお詫び申し上げます。」と発表した。
逮捕された元教授は贈賄側の日本光電工業と競合メーカーの1社に「機器の性能に興味はない。寄付した社の製品を入れる」などと伝え、入札では他社からの寄付金名目で200万円を提供した日本光電の製品が選ばれていたことが1月16日、捜査関係者への取材で分かった。
また、元教授は不整脈を抑える効果がある薬剤「オノアクト」（小野薬品工業）を病院で積極的に使う見返りに小野薬品工業に200万円を大学に提供させたとして、第三者供賄の疑いで津地方検察庁に再逮捕された。小野薬品工業の従業員2人も、贈賄の疑いで逮捕された。元教授が部下に「オノアクト」を積極的に使うよう指示していた。大学が設置した第三者委員会による調査報告書などによると、小野薬品工業の「オノアクト」の手術における年間の使用実績は平成29年度までは100件余りだったか、元教授が指示を出した後の平成30年度には1500件余りと15倍に急増し、さらに翌年度には3200件余りと急激に増えていた。2021年12月28日、津地方裁判所は同臨床麻酔部元講師に第三者供賄罪で懲役1年、執行猶予3年を言い渡した。2023年1月19日、津地裁は元教授に第三者供賄罪と詐欺罪で懲役2年6月、執行猶予4年、元教授が代表理事を務める一般社団法人に追徴金200万円を言い渡した。10月23日、名古屋高等裁判所は一審判決を支持し、教授側の控訴を棄却した。

### 2021年2月
2020年（令和2年）9月、2021年（令和3年）1月の一連の事件の発覚後に臨床麻酔部を新たに率いることになった男性医師がこれらの事件を引き合いに出して「いま病院を辞めたら、共犯者とみられてもしょうがない」といった発言をしたとして、複数の医師が大学側へパワハラではないかと訴えていることが報じられた。大学側はパワハラを認めて厳重注意をしたが、少なくとも3人がパワハラ発言を理由として退職したという。他にも2020年（令和2年）9月の事件発覚以降、臨床麻酔部の医師が一斉退職しており、もとの18人から4人まで激減した。
なお、大学側のパワハラに関する調査委員会報告（https://www.mie-u.ac.jp/topics/university/2021/02/post-876.html）では、「いま病院を辞めたら、元教授の共犯だとみられてもしょうがない」という発言については、元教授は自ら退職する意向なのであるから、本来であれば退職にあたり地域医療のことを考え三重大麻酔部のことをどうするか考える必要があるにもかかわらず、それをしないどころか、逆に専攻医の皆さんに三重大を辞めるように勧めているようであるが、「それが正しいことなのか自分で考えてほしい。それでは元教授と一緒に三重大や地域医療をつぶすことになってしまう」という文脈でなされたものであると判断されている。さらに、「少なくとも3人がパワハラ発言を理由として退職した」とのニュース報道は間違いである。調査委員会報告では、専攻医への影響については、「指導医としては1名の講師(のちに逮捕・起訴)、3名の助教が退職しましたが、このうち2名の退職願記入日は令和2年9月15日以前であり、残りの2名に関しても退職手続きの案内は同年9月15日までに行われていました。また6名の専攻医が退職しましたが、いずれも退職願の記入日は9月15日まででした。従いまして9月16日の発言については、実際の影響はほとんどなかったのではないか、と考えています。」と報告されている。

### 2021年3月
不眠症の患者らに処方する睡眠導入剤「ゾルピデム錠」100錠を紛失。この他3種類の睡眠導入剤計約4400錠も紛失した可能性が高いことも明らかとなった。病院側は津警察署に被害届を提出。

### 2024年6月
三重大学医学部附属病院に勤務する診療放射線技師が病院内の女性職員用更衣室に小型カメラを設置し、盗撮行為を行ったとして建造物侵入および迷惑防止条例違反の疑いで逮捕された。病院はこの職員を2024年11月7日付で出勤停止6か月の懲戒処分とした。また、三重大学は今回の事件について「深く遺憾の意を表し、再発防止のため防犯体制の強化に努める」とコメントしている。

## 交通アクセス
- 近鉄名古屋線「江戸橋駅」より徒歩で10分[37]。
- JR紀勢本線・近鉄名古屋線・伊勢鉄道伊勢線「津駅」東口より三重交通バスで「大学病院」バス停下車、徒歩ですぐ、もしくは「大学病院前」バス停下車、徒歩で約3分[37]。